# Réformes d'Octobre
On appelle réformes d'Octobre (Oktoberreformen) la transformation de l'Empire allemand en régime parlementaire en octobre 1918, alors que le Reich, militairement défait, tente d'amadouer les Alliés par un ambitieux programme de réformes intérieurs.
La Constitution de 1871 dans sa version issue de la révision est appelée la Constitution d'Octobre (Oktoberverfassung).

## De nouvelles institutions pour sortir de la guerre

### Demandes de réformes intérieures
Les premiers prémices de la parlementarisation des institutions du Reich remontent du 27 octobre 1916, lors de l'adoption par le Reichstag d'une disposition visant à établir une commission parlementaire permanente chargée de contrôler la politique étrangère du Reich, jusqu'alors de la seule compétence impériale.

### Défaite duReich
Le 14 août 1918, les Dioscures ont officiellement informé le chancelier Georg von Hertling et le gouvernement impérial que le Reich avait perdu la guerre ; cependant, les militaires restent ambigus sur l'issue du conflit, leur masquant l'ampleur de la défaite militaire du Reich. Cependant, dans les semaines qui suivent, des officiers supérieurs allemands s'en prennent violemment à Ludendorff, l'accusant de mener une « guerre de papier », en déployant des divisions qui n'existent alors plus, ou ignorant « avec l'entêtement d'une mule », les renseignements collectés sur le terrain.
La défection bulgare, le 29 septembre suivant, oblige les Dioscures Paul von Hindenburg et Erich Ludendorff à reconnaître devant l'empereur, largement ignorant de la gravité de la situation, que le Reich a perdu la guerre.
Dans ce contexte, Erich Ludendorff est conscient du décalage qui existe entre la réalité de la situation militaire, d'une part, les données dont se gargarisent l'OHL et la propagande de guerre déversée sur la population allemande, d'autre part. la dépression nerveuse de Ludendorff, diagnostiquée par un neurologue qui l'a examiné à son insu, ainsi que la prise de conscience de la défaite, par la population du Reich, informée par le courrier et les permissionnaires constituent deux des conséquences du décalage entre la réalité de la défaite militaire allemande et la propagande de guerre.
Secondé par un nouvel adjoint, le colonel Heye, Ludendorff continue de refuser d'informer les membres du gouvernement civil de la gravité de la situation militaire ; contournant la chaîne hiérarchique, Heye prend ainsi l'initiative le 26 septembre 1918 d'appeler Paul von Hintze à venir à Spa, alors siège du haut commandement allemand. Le 29 septembre, à Spa, les militaires informe les membres du gouvernement du Reich de la gravité de la situation. Civils et militaires s'accordent ensuite sur la nécessité de passer sans transition « de la fanfare de la victoire au chant funèbre de la défaite », selon ses propres mots.
Dans les jours qui suivent, alors que le nouveau chancelier, Max de Bade, exige des éclaircissements sur la gravité de la situation militaire, Erich Ludendorff prend l'initiative de la rédaction d'une note au gouvernement américain demandant l'ouverture de négociations d'armistice ; signée par le chancelier dans la nuit du 3 au 4 octobre 1918, la note est adressée par la Suisse à Woodrow Wilson, qui en prend connaissance dans la journée du 6.

### Les Alliés face au gouvernement impérial
Rapidement, une fois la victoire acquise, des divergences apparaissent entre les Alliés.
Français, Britanniques et Italiens se montrent tous partisans d'imposer une paix dure au Reich, tandis que le président américain, Woodrow Wilson, laisse entendre que des modifications transformant l'empire allemand en monarchie parlementaire pourraient adoucir les clauses de la paix
Depuis la publication des quatorze points, le 8 janvier 1918, les Alliés affirment ne pas vouloir négocier avec les « autocrates »,.
Cette position n'est cependant pas reprise par les représentants français, britanniques et italiens, partisans de la mise en œuvre de conditions de paix plus dures.

## Mise en place de nouvelles institutions

### Les militaires, acteurs du changement de régime
Une fois la défaite reconnue dans le courant du mois de septembre, Paul von Hindenburg et Erich Ludendorff multiplient les initiatives visant à décharger l'armée de la responsabilité de la défaite du Reich ; fidèles soutiens de la dynastie, ils organisent la mise en place d'un régime parlementaire, après avoir repoussé la mise en place d'une dictature militaire, rendue impossible, selon Ludendorff, par la défaite du Reich,
La première étape, le départ du chancelier Georg von Hertling, hostile à toute réforme institutionnelle avant la fin des hostilités, est décidée à Spa, le 29 septembre dans la matinée.

### Premières mesures gouvernementales
Formé le 29 septembre, le gouvernement se présente devant le Reichstag le 5 octobre suivant. Dans son discours, le nouveau chancelier expose son programme de réformes politique du Reich, et affirme vouloir s'appuyer sur une majorité parlementaire pour gouverner.
Une fois le gouvernement constitué et sa majorité assurée au Reichstag assurée, Max de Bade initie les réformes des institutions du Reich, visant à transformer l'empire autoritaire hérité de Bismark en monarchie parlementaire.

## De nouvelles institutions

### Un souverain aux pouvoirs limités
L'adoption de la nouvelle constitution limite strictement les pouvoirs du souverain, le privant du « domaine réservé » qui était le sien jusqu'alors.
L'ensemble de la politique étrangère du Reich doit ainsi être approuvée par le Reichstag.
Les nominations des responsables militaires de l'armée impériale doivent également être approuvées par le ministre de la guerre, responsable devant les assemblées.

## Une constitution peu appliquée

### Une adoption rapide
Les textes reformant le Reich sont définitivement adoptés le 26 octobre par le Reichstag, puis, afin de permettre au gouvernement de négocier les conditions de la cessation des hostilités, celui-ci décide sa mise en congé.
La nouvelle constitution est contresignée par Guillaume II et le chancelier du Reich, Max de Bade, le surlendemain.

### La disparition de l'empire
Dans les jours qui suivent, le gouvernement est officiellement informé que les positions austro-hongroises en Italie sont débordées par l'offensive alliée, menaçant directement le territoire bavarois. Dans le même temps, le secrétaire d'État aux affaires étrangères multiplie les échanges de notes avec les Alliés.
Il apparaît rapidement au chancelier du Reich que le maintien de Guillaume II constitue un obstacle au rétablissement de la paix.